# Moncey
Moncey ist eine französische Gemeinde mit 629 Einwohnern (Stand: 1. Januar 2022) im Département Doubs in der Region Bourgogne-Franche-Comté.

## Geographie
Moncey liegt auf 233 m, etwa 16 Kilometer nordnordöstlich der Stadt Besançon (Luftlinie). Das Dorf erstreckt sich an leicht erhöhter Lage am südlichen Rand der Talniederung des Ognon, nördlich des Höhenrückens der Grande Côte im äußersten Nordwesten des Département Doubs.
Die Fläche des 5,00 km² großen Gemeindegebiets umfasst einen Abschnitt des Ognon-Tals. Die nordwestliche Grenze verläuft entlang dem Ognon, der hier mit großen Flussschleifen durch eine rund ein Kilometer breite, flache Talniederung fließt. Vom Flusslauf erstreckt sich das Gemeindeareal nach Osten über die ehemals moorige Talaue in eine leicht gewellte Landschaft, die teils mit Acker- und Wiesland, teils mit Wald bestanden ist. Östlich des Dorfes breitet sich der Bois Bas, südlich der Bois de Moncey aus. Ganz im Südosten reicht der Gemeindeboden auf den Kamm des Bois du Mont. Dieser Höhenzug stellt die nordöstliche Fortsetzung des Kammes der Grande Côte dar und bildet in geologisch-tektonischer Hinsicht eine Antiklinale. Mit 446 m wird hier die höchste Erhebung von Moncey erreicht.
Nachbargemeinden von Moncey sind Thurey-le-Mont im Norden, Rigney und Marchaux-Chaudefontaine im Osten, Venise im Süden sowie Aulx-lès-Cromary im Westen.

## Sehenswürdigkeiten
Die einschiffige Kirche Notre-Dame de la Nativité de la Sainte-Vierge wurde im 18. Jahrhundert errichtet. Das Château du Maréchal Moncey stammt ebenfalls aus dem 18. Jahrhundert und war Wohnsitz von Bon-Adrien-Jeannot de Moncey.
|  |  |  |

## Bevölkerung
| Jahr                       | 1962 | 1968 | 1975 | 1982 | 1990 | 1999 | 2004 | 2016 |
| Einwohner                  | 262  | 233  | 217  | 349  | 363  | 379  | 415  | 563  |
| Quellen: Cassini und INSEE |      |      |      |      |      |      |      |      |

Mit 629 Einwohnern (Stand 1. Januar 2022) gehört Moncey zu den kleinen Gemeinden des Départements Doubs. Nachdem die Einwohnerzahl in der ersten Hälfte des 20. Jahrhunderts stets im Bereich zwischen 200 und 300 Personen gelegen hatte, wurde seit Mitte der 1970er Jahre ein deutliches Bevölkerungswachstum verzeichnet. Seither hat sich die Einwohnerzahl fast verdoppelt.

## Wirtschaft und Infrastruktur
Moncey war bis weit ins 20. Jahrhundert hinein ein vorwiegend durch die Landwirtschaft (Ackerbau, Obstbau und Viehzucht) und die Forstwirtschaft geprägtes Dorf. Daneben gibt es heute verschiedene Betriebe des lokalen Kleingewerbes und des Einzelhandels. Mittlerweile hat sich das Dorf auch zu einer Wohngemeinde gewandelt. Viele Erwerbstätige sind deshalb Wegpendler, die in der Agglomeration Besançon ihrer Arbeit nachgehen.
Die Ortschaft liegt abseits der größeren Durchgangsstraßen an einer Departementsstraße, die von Chaudefontaine nach Rioz führt. Der nächste Anschluss an die Autobahn A36 befindet sich in einer Entfernung von ungefähr neun Kilometern. Weitere Straßenverbindungen bestehen mit Rigney, Devecey, Palise und Cirey.

## Persönlichkeiten
- Bon-Adrien-Jeannot de Moncey (1754–1842), französischer General und Marschall